# Archiconchoecinna
Archiconchoecinna is een geslacht van kreeftachtigen uit de klasse van de Ostracoda (mosselkreeftjes).

## Soorten
- Archiconchoecinna arctica Chavtur & Stovbun, 2003
- Archiconchoecinna cuneata (Müller, G.W., 1908)
- Archiconchoecinna ecuneata Chavtur & Stovbun, 2003